# Короткопалый бюльбюль
Короткопалый бюльбюль, или рыжеухий бульбуль (лат. Hypsipetes amaurotis), — вид певчих воробьинообразных из семейства бюльбюлевых (Pycnonotidae).
Длина тела составляет до 28 см. Окраска оперения серо-коричневого цвета с коричневыми щеками и длинным хвостом. Пение громкое, щебечущее.
Ареал простирается от Дальнего Востока России через северо-восток Китая, Кореи, Японии и Тайваня до Филиппинских островов Бабуян, Батан и Лусон.
Птицы мигрируют огромными стаями в районы зимовки. В связи с изменениями в сельском хозяйстве птицы зимуют дальше на север, по сравнению с прошлыми десятилетиями. В то время как ранее вид был лесным жителем, в настоящее время он встречается также в окрестностях сёл и городов.
Летом птицы питаются в основном насекомыми, осенью и зимой плодами и семенами, поэтому в Японии вид считают сельскохозяйственным вредителем.

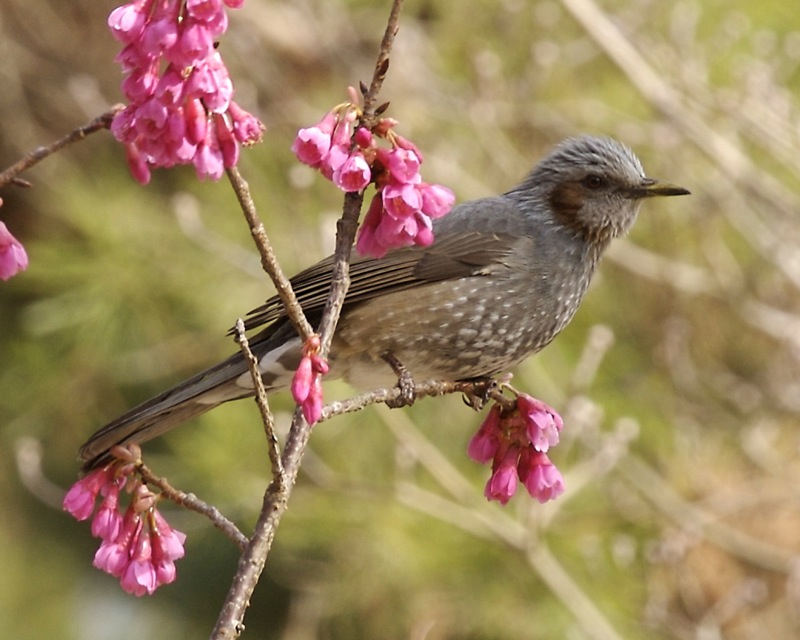
В районе Киото, Япония